# Majellula affinis
Majellula affinis là một loài nhện trong họ Thomisidae.
Loài này thuộc chi Majellula. Majellula affinis được Octavius Pickard-Cambridge miêu tả năm 1896.